# Ева Габор
Ева Габор (англ. Eva Gabor, *11 лютого 1919 — †4 липня 1995) — американська акторка й світська левиця.

## Біографія
Ева Габор народилася в Будапешті, дочка Вілмош і Джолі Габор. Її старшими сестрами були Магда Габор та Жа Жа Габор. Сім'я Еви була єврейською, а її бабуся і дідусь по материнській лінії загинули в Голокості. Біографи вважають, що сімейство її батька теж було єврейським, але прийняло католицизм, щоб асимілюватися, хоча це не було підтверджено.
Ева була першою з її родини, хто емігрував в Америку. Перший раз вона з'явилася у фільмі «Paramount Pictures» «Вимушене приземлення» (1941). Вона продовжувала зніматися в кіно протягом 1950-х років. В 1965–1971 ах виконала найвідомішу свою роль у комедійному серіалі «Зелені гектари», зобразивши Лізу Дуглас, дружину нью-йоркського адвоката, що живе на фермі.
Пізніше працювала в компанії «Дісней», де озвучувала мультфільми. Її голосом говорить Герцогиня з мультфільму «Коти аристократи», міс Б'янка в «Рятувальниках» та «Рятувальниках в Австралії» і багато інших персонажів.
Як і її сестри, була в численних шлюбах:
1. 1939–1942 Ерік Драйммер, шведський лікар
2. 1943–1950 Чарльз Ісаакс
3. 1956–1956 Джон Вільямс, американський лікар
4. 1959–1972 Річард Браун
5. 1973–1983 Френк Джеймсон.

Габор також мала тривалий роман з актором Гленом Фордом, який розпочався під час зйомок фільму «Не підходьте до води» у 1957 році. Вони зустрічалися між своїми шлюбами і майже одружилися на початку 1970-х.
Ева Габор померла у віці 76 років в Лос-Анджелесі через дихальну відмову після харчового отруєння. Похована в Вествуді, Каліфорнія.

## Фільмографія
- 1945: Королівський скандал
- Дружина Монте Крісто (1945)
- 1952: Острів любові
- Паризька модель (1953)
- Останній раз, коли я бачив Париж (1954)
- Божевільний фокусник (1954)
- Художники і моделі (1955)
- Жіжі (1958)
- Правда про жінок (1958)
- 1959 — Все почалося з поцілунку
- Коти-аристократи (1970) (голос)
- Рятувальники (1977) (голос)
- Рятувальники в Австралії (1990) (голос)
- Люди проти За Зи Габор (1991) (документальний)